# 気候景観
気候景観（きこうけいかん、英: climatic landscape、仏: paysage climatique）は、気候環境と関連した特色をもつ景観の総称で、地表・植物・人間の生活などに気候現象の影響による痕跡が残されたもの。気候景観の形態を分析することにより、気候要素（風向・風速、気温、湿度、積雪深など）をある程度推定できる。

## 概要
三沢勝衛の風土の研究を引き継いだ矢沢大二が提唱した概念。矢沢は、気候景観を「気候特性の表現体と考えた場合の自然・人文景観の総称」と規定したが、これは地域を意味する景観とは重ならず、景観要素もしくは相観に近い概念である。気象観測資料の少ない地域では、気候景観が気候要素のより詳しい分布を推定する唯一の手段である場合も多く、気候景観を用いた研究は21世紀でも行われている。
気候景観を活用するには、その形成要因を知り、形成過程を明らかにする必要がある。特に形成過程については、その気候景観と気候要因以外の自然要因あるいは社会経済的要因との結びつきやそれらの作用を分析し、それに基づいて気候要素の景観形成への寄与の度合いを評価しなければならない。その評価が、その気候景観がどの程度定量的になるかを左右している。
気候景観における意義や研究には、二つの立場がある。
- 植物や人間にとって意味のある気候環境は気候景観の研究で明らかにできるというもので、環境を主体の生活を通して評価する立場[2]。沼田眞は、アメリカのクレメンツらが提唱した生物計の手法の活用に他ならないとする。この視点の研究は、日本においてあまり行われておらず、今後に期待される分野である[4]。
- 気候景観の分析を通じて、主体に関わりの深い気候特性や地域分布を明らかにできるというもので、測器による粗い気象観測網の代替物として活用する立場[2]。三沢勝衛以来の日本の伝統的な分野で、原理的な問題を含んではいるが分析手法の開発によって改善される余地もある[4]。

## 研究史
日本における景観研究は、昭和初期から盛んに行われるようになるが、特に気候景観を用いた風土研究は三沢勝衛によって進められた。例えば、三沢は八ヶ岳南麓の釜無川渓谷において、カキノキに着生するスギゴケ、カキノキの「甲州百目」の比率、マダケの太さを調査し、これらの分布が相互に符号し、夏にこの地域で卓越する多湿な南風との関わりを指摘した。三沢の弟子である矢沢大二は、1953年に『気候景観』を著し、偏形樹・屋敷林・着生植物の分布・家の構造や配置、三稜石などを景観例として示し、これらから推定した風の流線や積雪深の分布図を提示して、気候景観研究の実例を示した。さらに、吉野正敏は研究フィールドを世界各地に広め、1975年の『Climate in a small area』において内外多くの気候景観研究を紹介し、特に偏形樹を用いた小地域の風の研究に注力した。
上記のように、日本における気候景観の研究は、気候景観を気候特性の指標として位置づける立場が主流を占めていた。しかし、このような研究は単なる分布の対応に留まってしまうこともあり、矢沢は景観の機能的・発生的研究が遅れていることを指摘して、気候以外の要因を排除して気候要因を純化するなど分析手法改良の必要性を示唆していた。他方で、カール・トロールによる「景観生態学」、ジャック・アイヴスによる「人間を含めた地生態学」、沼田眞による「景相生態学」の流れを受けて、むしろ他の要因との関係を明らかにし、気候要因を捉えようとする地生態学的な視点が導入され、この方針が「現在の行き方」とされている。
ただし、この方針に関して小泉武栄は、全体として記述的である点を批判的に指摘しており、山の景観に関する自身の研究において地形・地質・土壌条件を核に他の要因との関連を示しながら分析した。また、地因子の一つである気候因子は、非可視的で把握が難しいが故に、抽象的かつ一般的にしか扱われない傾向があった。青山ほか（2009）は、気候景観における二つの意義を再評価し、各々の立場から研究を発展させ、地域における空間的・時間的議論の必要性を提唱している。

## 分類
気候景観は、様々な視点から分類できる。例えば形態別に、
- 地物には変化がないが気候現象そのものの痕跡が認められるもの（降霜、エビノシッポ[注釈 1]など）。数時間から数日の現象を計る測器の代わりとなる[8]。
- 気候現象の影響によってその形態に変化が認められるもの（偏形樹、屋敷林など）。形成メカニズムが複雑で、主体の条件やそれらの環境条件も関わる[8]。これは、自然景観（植生・樹形など自然現象）と文化景観（屋敷林など人文現象）に分類できる。自然景観は小気候の調査に応用されているが、文化景観はその分析から気候条件を導出することは必ずしも容易ではない[9]。

また、気候現象の空間スケールや時間スケールに応じて、
- 大気候に対応した気候景観 - 草原・砂漠・ツンドラなどの植生
- 中・小気候に対応した気候景観 - 偏形樹、屋敷林、地域的に専門化した果樹栽培
- 小気候に対応した気候景観 - 冬の木花の付着方向

青山ほか（2009）では、日本の気候景観研究で用いられたものを気候要素ごとの自然景観と文化景観で分類し、以下のように示している。
| 気候要素 | 自然景観 | 文化景観 |
| -------- | --- | --- |
| 風       | - 植生分布（風衝地植生、しっぽ状植生）、森林限界、縞枯れ - 偏形樹、樹幹の偏倚・年輪 - 風食地形（砂丘など）、風食礫（三稜石など） 気候景観：モンスター、樹氷、エビノシッポ、着氷の方向、雪面形 | - 屋敷林（カイニョ、イグネ、築地松など） - 防風林、耕地防風林（防砂林、防雪林、防霧林、防霜林など） - しぶきよけ - 雪囲い、間垣 - 家屋の形態・配置（煙だしの方向、蔵・母屋の配列など） |
| 気温     | - 植生分布、森林限界 - 生物季節（開花・発芽・紅葉・落葉現象） - 周氷河地形 気候景観：降霜、雪形                                                                                               | - 防霜林（ササ竹） - 桑畑の分布・仕立て方 - 茶畑、果樹園の分布 - 霜害の分布 |
| 積雪     | - 植生分布（雪田群落など） - 着生植物の分布高度 - 偏形樹、針葉樹の枝の下垂、枝抜け - 根曲がり - 周氷河地形                                                                                    | - 雪囲い - 防雪林 - 雁木造 - 家屋の形態（屋根の形、窓や戸の位置など） |
| その他   | - 着生植物の分布（乾湿） | - 山間地における集落の位置 - 土地利用（日照） |

## 具体的事例

### 偏形樹

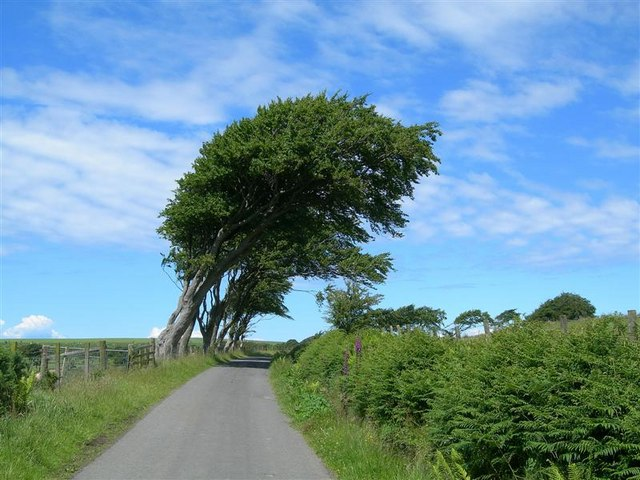
イギリスの偏形樹（2007年6月）

偏形樹とは、樹幹は垂直だが片側の枝が欠けるか反対側に曲がっている樹や、樹幹と樹冠が一方になびくように傾いている樹のこと。ある季節の、特定の性質をもつ風に反応して形成されたもの。風向は樹幹と樹冠の傾きや枝の曲折の方向から、風速は傾きや曲折状態の度合いと関係する。偏形の状態からは以下の3つの型に分類されるが、ⅠとⅡの折衷型もあり、型の判定は難しい。型を風の指標とする場合は、風の季節や性質を特定する必要があるが、既存の風資料や現地観測結果との対照に基づいて厳密に行う必要がある。
| 型  | 特徴 |
| --- | --- |
| Ⅰ型 | 落葉樹で一般に成長期の風による。                                                                                 |
| Ⅱ型 | 亜高山帯などの針葉樹に現れ、積雪期の風による。下方の枝葉は積雪面下にあるために風の影響を受けずに四方に発達する。 |
| Ⅲ型 | 多様な樹種にみられ、多くは成長期の風による。寒候季の卓越風による例もある。                                       |

### 防風林・屋敷林

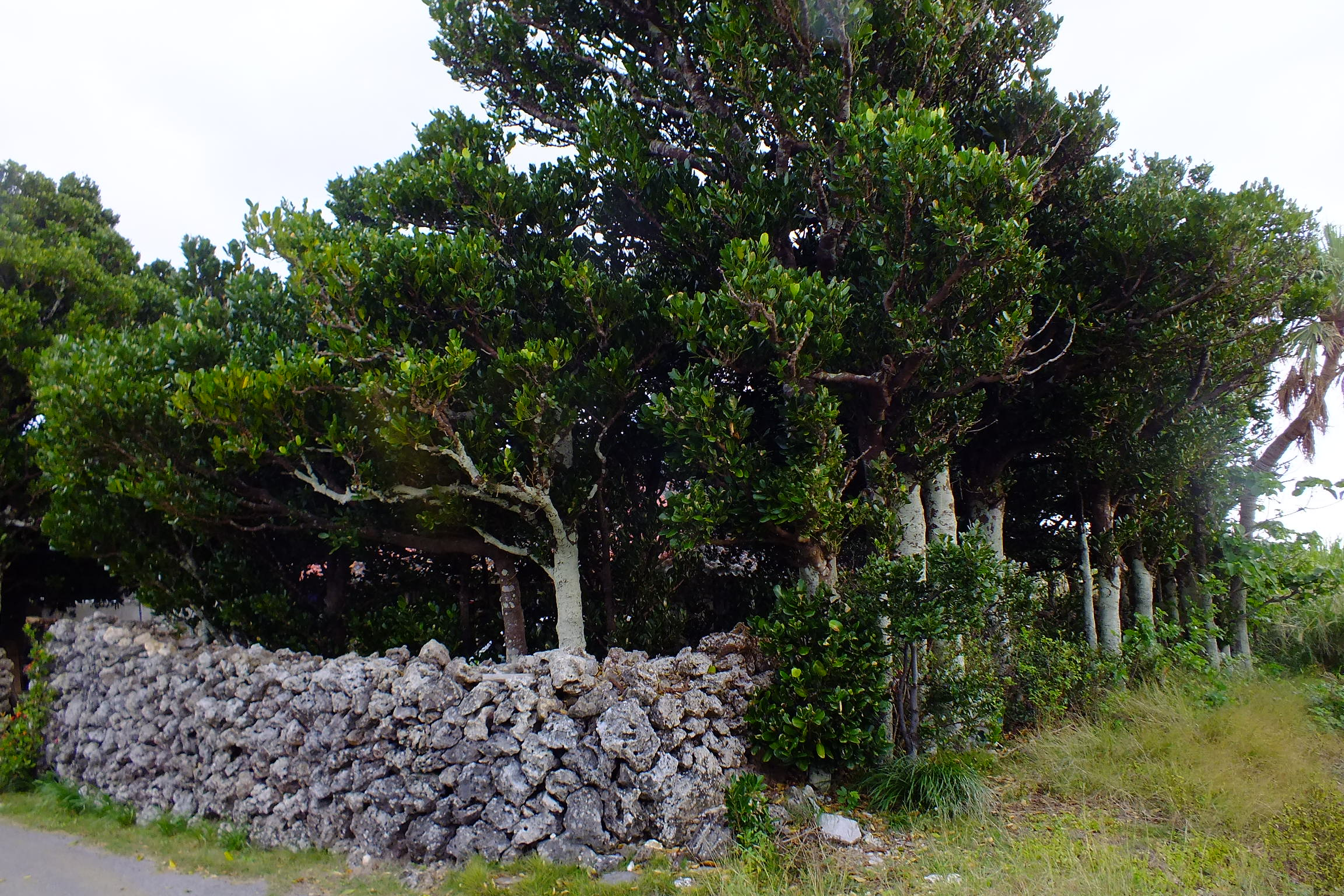
フクギの屋敷林（波照間島）

防風林は耕地や家屋を、風から防ぐ目的で仕立てられた林。耕地のものは耕地防風林、家屋のものは宅地防風林と呼ばれる。防風林は耕地区画や海岸線に沿っているものが多く、風向の推定は屋敷林と比べると大まかになりやすい。より広域を対象とする場合は、単位面積または単位長さあたりの防風林面積を防風林密度とし、その分布から相対的に風の強い地域を推定することが行われる。
一方で、屋敷林は宅地防風林のうち、とくに農家の場合の呼び名。冬の風雪、局地風（おろし）、台風の風を防ぐことが多く、風の性質や季節は比較的捉えやすい。一般に家屋の一方向ないし三方向に仕立てられており、この方向から防ぎたい風の風向を推定し、風向分布を描くことが行われてきた。風の強さは、集落ごと防風林密度を求める事例が多いが、人間にも左右される（集落の新旧、伐採の有無、各家の経済状況など）ため聞き取り調査などでこれらの要因を吟味する必要がある。

### 積雪と森林植生
積雪は自重で容易に変形するが、その際のクリープ、グライド、沈降により植生は大きな変形を受ける。したがって、森林斜面の樹木や群落は積雪の変形移動による応力及び荷重によって、根曲がり・倒伏を示す。急斜面で雪崩が多発する部分は雪崩道となって森林は成立しないが、雪崩の発生頻度が低い斜面では、森林が部分的になぎ払われている。

### 防雪目的の人工物

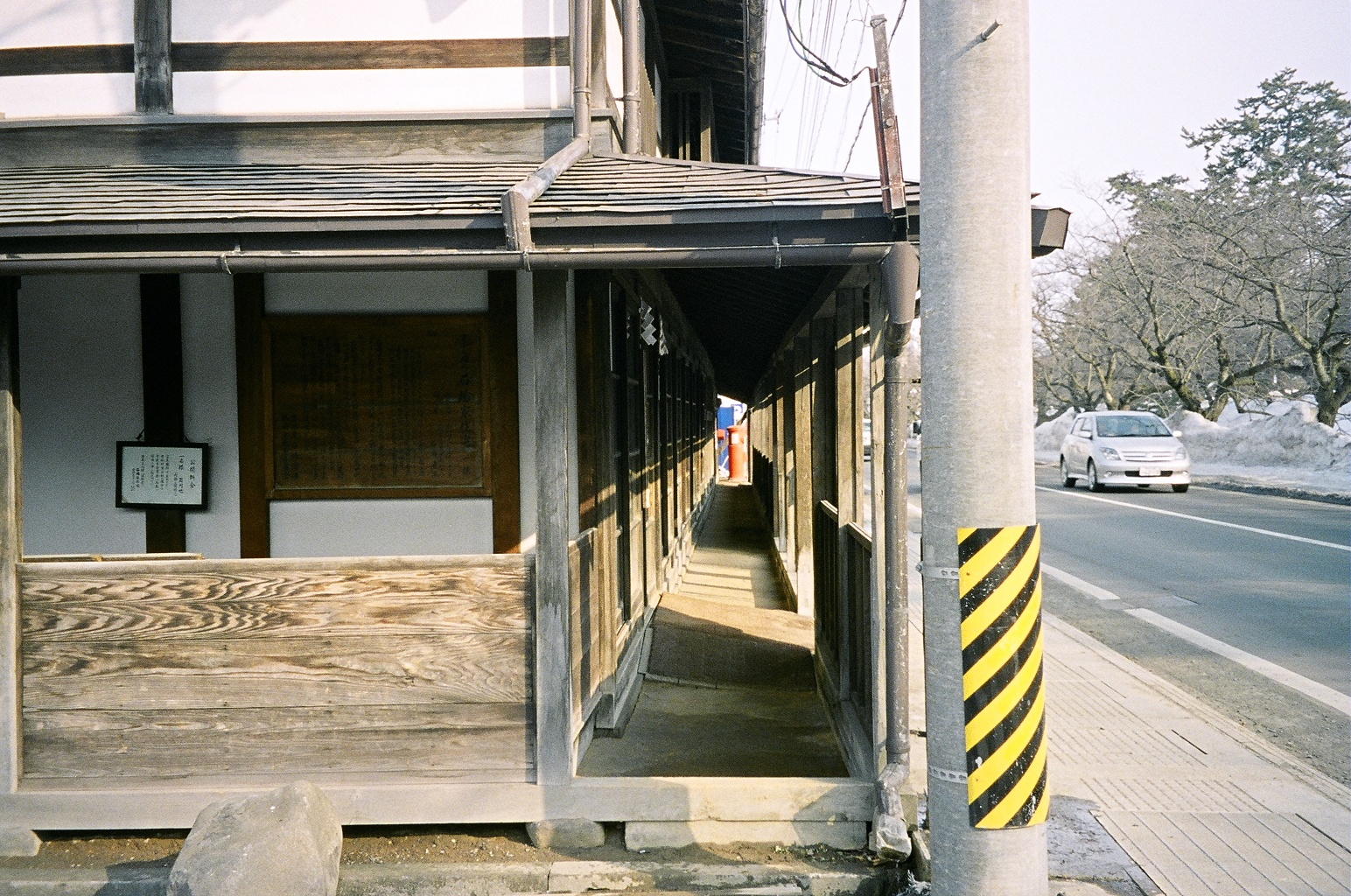
こみせ（青森県弘前市）

雪国では以下のような防雪目的の人工物がみられる。
- 屋根の積雪荷重による建物の破損倒壊を防ぐため、雪が溜まらないようにするか、頑丈な構造の耐雪荷重式にする必要がある。例えば、江戸期には屋根付きの歩道空間（雁木造、こみせ など）が成立し、現在も残存している。住宅は、明治期から中門造り・船枻造りを経て、昭和以降は克雪住宅や高床住居が普及した。住宅屋根には雪止め具が設けられている。
- 高位置に設置された消火栓、縦型の信号機
- 崖における雪崩防止柵、雪を道路の両側に分散させるための防雪柵
- 滑り止めのタイヤやチェーンを安全に着脱できる駐停車スペース

### 雪形

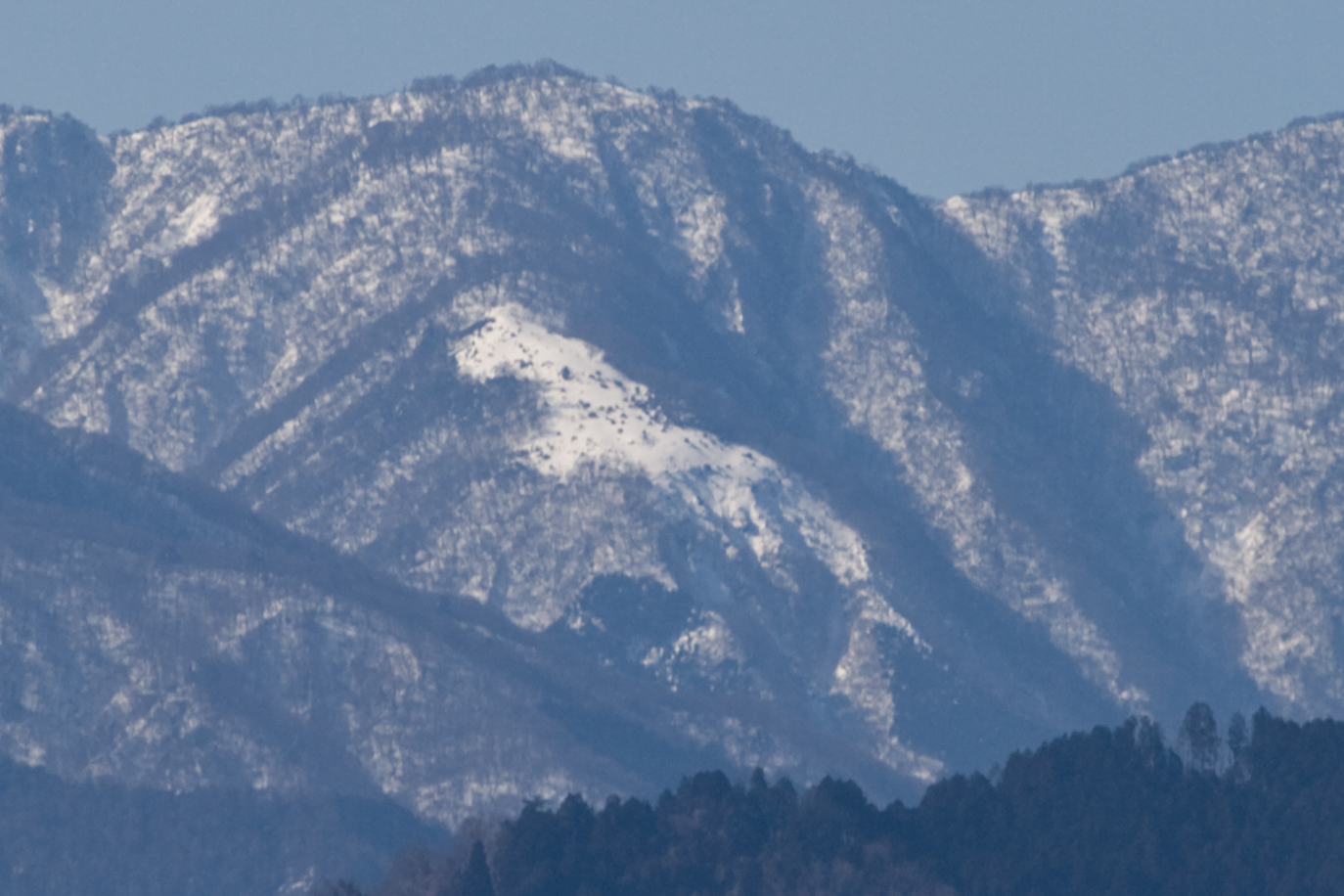
白馬の雪形（神奈川県・丹沢山地）

雪形は、融雪期の山の積雪面と地面の白黒模様（積雪分布）を指す。模様の一部を何かの姿に見立てて命名し、農事暦と関連づけて伝承される。日本では、水田主体の稲作農業が古くから卓越する多雪地域において雪形が伝承されるが、農事暦との結び付きは日本特有とされる。実際の観察による雪形の認定はかなり困難で、同じ山の同じ模様が、場所によって見え方が異なるために名称が異なったり、伝承のみで位置が確認できなかったりする。